# Pescăruș mic cu spate negru
Pescărușul mic cu spate negru (Larus belcheri) este o pasăre din familia Laridae întâlnită de-a lungul coastei Pacificului din America de Sud. Acesta includea anterior pescărușul argentinian, foarte asemănător, ca subspecie, dar această pasăre apare pe coasta atlantică a Americii de Sud și este acum acceptată ca Larus atlanticus.